# قرار ملاقات (فیلم ۱۹۷۷)
قرار ملاقات (ایتالیایی: L'appuntamento) با نامِ کاملِ قرار ملاقات (... کجا، چگونه و کِـی؟) (ایتالیایی: L'appuntamento (...dove, come, quando?)) یک فیلم کمدی ایتالیایی به کارگردانی جولیانو بیاجتی است که در سال ۱۹۷۷ منتشر شد.

## بازیگران
- رنتسو مونتانیانی
- باربارا بوشه
- ماریو کاروتنوتو
- ارکیده‌آ د سانتیس
- ماریا پیا کُنته
- انتسو لیبرتی
- آنتونینو فا دی برونو